# مسابقات قهرمانی تکواندو جهان ۱۹۹۹
مسابقات قهرمانی تکواندو جهان ۱۹۹۹ چهاردهمین دورهٔ مسابقات قهرمانی تکواندو جهان می‌باشد که از ۲ تا ۶ ژوئن با شرکت ۵۵۰ ورزشکار از ۶۶ کشور در ادمونتون، کانادا برگزار گردید.

## خلاصه مدال‌ها

### مردان
| رویداد | طلا                         | نقره                     | برنز                               |
| ۵۴− ک‌گ | Min Byeong-seok · کرهٔ جنوبی | روبرتو کروز · فیلیپین    | گابریل مرسدس · دومینیکن            |
| ۵۴− ک‌گ | Min Byeong-seok · کرهٔ جنوبی | روبرتو کروز · فیلیپین    | Chen Wei-chun · تایوان             |
| ۵۸− ک‌گ | Yoon Jong-il · کرهٔ جنوبی    | Abror Haider · دانمارک   | Younes Sekkat · مراکش              |
| ۵۸− ک‌گ | Yoon Jong-il · کرهٔ جنوبی    | Abror Haider · دانمارک   | Hồ Nhất Thống · ویتنام             |
| ۶۲− ک‌گ | Ko Dae-kyu · کرهٔ جنوبی      | Ahmet Evcimen · ترکیه    | مارک لوپز · ایالات متحده آمریکا    |
| ۶۲− ک‌گ | Ko Dae-kyu · کرهٔ جنوبی      | Ahmet Evcimen · ترکیه    | Ivan Ron · اسپانیا                 |
| ۶۷− ک‌گ | No Hyun-goo · کرهٔ جنوبی     | Jesper Roesen · دانمارک  | Francisco Zas · اسپانیا            |
| ۶۷− ک‌گ | No Hyun-goo · کرهٔ جنوبی     | Jesper Roesen · دانمارک  | Hsu Chi-hung · تایوان              |
| ۷۲− ک‌گ | هادی ساعی · ایران           | Kim Byung-uk · کرهٔ جنوبی | Sergio Cárdenas · شیلی             |
| ۷۲− ک‌گ | هادی ساعی · ایران           | Kim Byung-uk · کرهٔ جنوبی | Rosendo Alonso · اسپانیا           |
| ۷۸− ک‌گ | Jang Jong-oh · کرهٔ جنوبی    | بحری تانریکولو · ترکیه   | Rodrigo Martínez · مکزیک           |
| ۷۸− ک‌گ | Jang Jong-oh · کرهٔ جنوبی    | بحری تانریکولو · ترکیه   | Josh Coleman · ایالات متحده آمریکا |
| ۸۴− ک‌گ | مجید افلاکی · ایران         | Yasin Yağız · ترکیه      | Adilkhan Sagindykov · قزاقستان     |
| ۸۴− ک‌گ | مجید افلاکی · ایران         | Yasin Yağız · ترکیه      | فیصل ابنوطالیب · آلمان             |
| ۷۴+ ک‌گ | مون دای سونگ · کرهٔ جنوبی    | Moctar Doumbia · فرانسه  | دنیل ترنتون · استرالیا             |
| ۷۴+ ک‌گ | مون دای سونگ · کرهٔ جنوبی    | Moctar Doumbia · فرانسه  | روبن مونتسینوس · اسپانیا           |

### زنان
| رویداد | طلا                        | نقره                       | برنز                       |
| ۴۷− ک‌گ | بلن اسنسیو · اسپانیا       | Yoon Song-hee · کرهٔ جنوبی  | France Pouzoulet · فرانسه  |
| ۴۷− ک‌گ | بلن اسنسیو · اسپانیا       | Yoon Song-hee · کرهٔ جنوبی  | Kadriye Selimoğlu · ترکیه  |
| ۵۱− ک‌گ | چی شو-جو · تایوان          | Shim Hye-young · کرهٔ جنوبی | Jennifer Delgado · اسپانیا |
| ۵۱− ک‌گ | چی شو-جو · تایوان          | Shim Hye-young · کرهٔ جنوبی | Yuan Guiru · چین           |
| ۵۵− ک‌گ | Wang Su · چین              | جونگ جائه-اون · کرهٔ جنوبی  | Meng Mei-chun · تایوان     |
| ۵۵− ک‌گ | Wang Su · چین              | جونگ جائه-اون · کرهٔ جنوبی  | Christiana Bach · سوئیس    |
| ۵۹− ک‌گ | Kang Hae-eun · کرهٔ جنوبی   | ایریدیا سالازار · مکزیک    | Gaël Texier · کانادا       |
| ۵۹− ک‌گ | Kang Hae-eun · کرهٔ جنوبی   | ایریدیا سالازار · مکزیک    | Sonia Reyes · اسپانیا      |
| ۶۳− ک‌گ | Cho Hyang-mi · کرهٔ جنوبی   | Zhang Huijing · چین        | Lisa O'Keefe · استرالیا    |
| ۶۳− ک‌گ | Cho Hyang-mi · کرهٔ جنوبی   | Zhang Huijing · چین        | Ekaterina Noskova · روسیه  |
| ۶۷− ک‌گ | Elena Benítez · اسپانیا    | Mirjam Müskens · هلند      | Chang Wan-chen · تایوان    |
| ۶۷− ک‌گ | Elena Benítez · اسپانیا    | Mirjam Müskens · هلند      | Barbara Pak · کانادا       |
| ۷۲− ک‌گ | Kim Yoon-kyung · کرهٔ جنوبی | Ibone Lallana · اسپانیا    | چن ژونگ · چین              |
| ۷۲− ک‌گ | Kim Yoon-kyung · کرهٔ جنوبی | Ibone Lallana · اسپانیا    | Filiz Nur Aydın · ترکیه    |
| ۷۲+ ک‌گ | Kao Ching-yi · تایوان      | دومینیک بوس هارت · کانادا  | Maria Konyakhina · روسیه   |
| ۷۲+ ک‌گ | Kao Ching-yi · تایوان      | دومینیک بوس هارت · کانادا  | Laurence Rase · بلژیک      |

## جدول مدال‌ها
| رتبه            | کشور                | طلا | نقره | برنز | مجموع |
| --------------- | ------------------- | --- | ---- | ---- | ----- |
| ۱               | کرهٔ جنوبی           | ۹   | ۴    | ۰    | ۱۳    |
| ۲               | اسپانیا             | ۲   | ۱    | ۶    | ۹     |
| ۳               | تایوان              | ۲   | ۰    | ۴    | ۶     |
| ۴               | ایران               | ۲   | ۰    | ۰    | ۲     |
| ۵               | چین                 | ۱   | ۱    | ۲    | ۴     |
| ۶               | ترکیه               | ۰   | ۳    | ۲    | ۵     |
| ۷               | دانمارک             | ۰   | ۲    | ۰    | ۲     |
| ۸               | کانادا              | ۰   | ۱    | ۲    | ۳     |
| ۹               | فرانسه              | ۰   | ۱    | ۱    | ۲     |
| ۹               | مکزیک               | ۰   | ۱    | ۱    | ۲     |
| ۱۱              | فیلیپین             | ۰   | ۱    | ۰    | ۱     |
| ۱۱              | هلند                | ۰   | ۱    | ۰    | ۱     |
| ۱۳              | استرالیا            | ۰   | ۰    | ۲    | ۲     |
| ۱۳              | ایالات متحده آمریکا | ۰   | ۰    | ۲    | ۲     |
| ۱۳              | روسیه               | ۰   | ۰    | ۲    | ۲     |
| ۱۶              | آلمان               | ۰   | ۰    | ۱    | ۱     |
| ۱۶              | بلژیک               | ۰   | ۰    | ۱    | ۱     |
| ۱۶              | دومینیکن            | ۰   | ۰    | ۱    | ۱     |
| ۱۶              | سوئیس               | ۰   | ۰    | ۱    | ۱     |
| ۱۶              | شیلی                | ۰   | ۰    | ۱    | ۱     |
| ۱۶              | قزاقستان            | ۰   | ۰    | ۱    | ۱     |
| ۱۶              | مراکش               | ۰   | ۰    | ۱    | ۱     |
| ۱۶              | ویتنام              | ۰   | ۰    | ۱    | ۱     |
| مجموع (۲۳ کشور) | مجموع (۲۳ کشور)     | ۱۶  | ۱۶   | ۳۲   | ۶۴    |

## رده‌بندی تیمی
| رتبه | تیم       | امتیازات |
| ---- | --------- | -------- |
| ۱    | کرهٔ جنوبی | ۹۵       |
| ۲    | ایران     | ۴۳       |
| ۳    | ترکیه     | ۳۸       |
| ۴    | دانمارک   | ۳۵       |
| ۵    | اسپانیا   | ۳۵       |

| رتبه | تیم       | امتیازات |
| ---- | --------- | -------- |
| ۱    | کرهٔ جنوبی | ۷۰       |
| ۲    | اسپانیا   | ۵۱       |
| ۳    | تایوان    | ۴۷       |
| ۴    | چین       | ۴۴       |
| ۵    | کانادا    | ۲۹       |